# Boulder Creek, Kalifornien
Boulder Creek är en ort i Santa Cruz County, Kalifornien, USA.